# Zach King

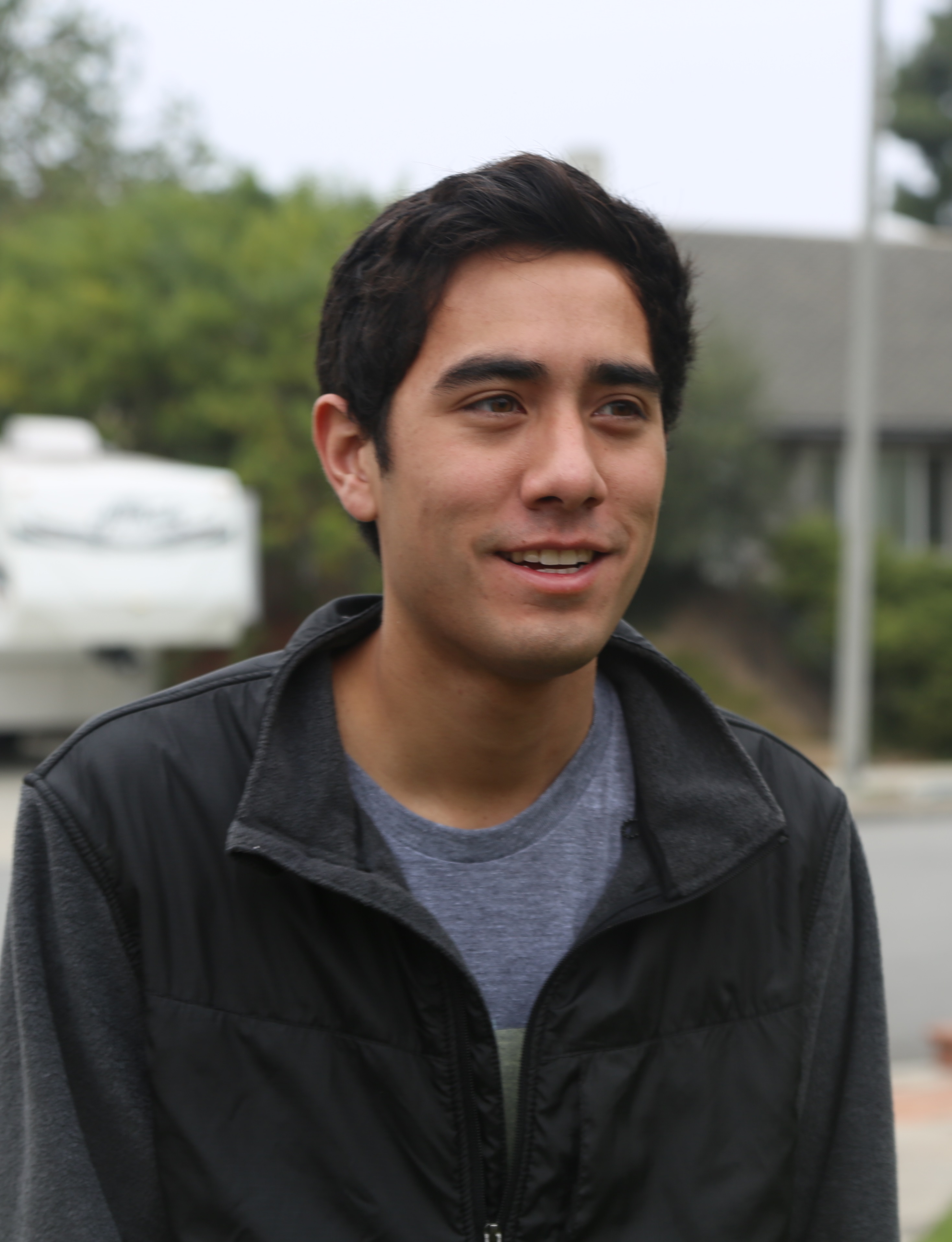
Zach King (2013)

Zachary „Zach“ King (* 4. Februar 1990 in Portland, Oregon, Vereinigte Staaten) ist ein US-amerikanischer Künstler und Schauspieler. Er erlangte durch seine mit der Wahrnehmung spielenden Videoclips auf YouTube und Vine internationale Bekanntheit.

## Leben
King ist in seiner Heimatstadt Portland an der Westküste der Vereinigten Staaten aufgewachsen. Mit sieben Jahren filmte er zum ersten Mal mit einer „Home Video Camera“. Mit 14 Jahren begann er mit semi-professioneller Ausrüstung, Videos zu filmen und zu bearbeiten. Er absolvierte an der Biola University im Dezember 2012 einen Cinema und Media Arts Major.
Am 28. Dezember 2014 heiratete er seine Partnerin Rachel Holm.

## Entwicklung
King startete 2008 seine Website, FinalCutKing.com, auf der er Training und Tipps zur Videoschnittsoftware Final Cut Pro verkauft. In derselben Zeit gab er auf seinem YouTube-Channel weitere Tutorials zur Software. Nachdem er dort ein immer breiteres Publikum erlangte, begann er, gegen Honorar Seminare anzubieten.

### YouTube

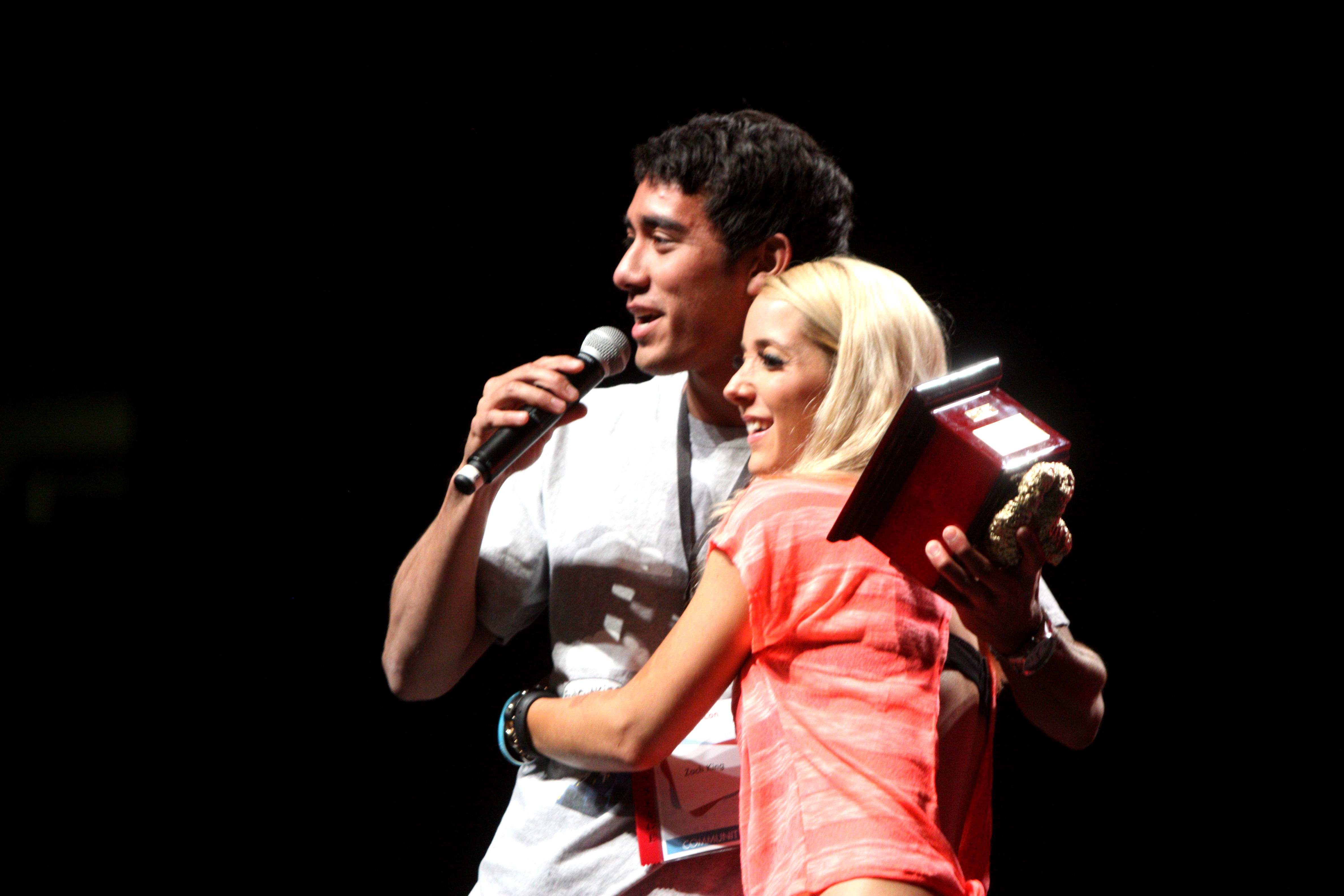
King erhielt 2012 den Vidcon Golden Poop Award.

2011 postete er ein an Star Wars angelehntes Video namens Jedi Kittens auf YouTube, das er koproduzierte. Innerhalb von wenigen Tagen wurde es, ebenso wie das anschließende Sequel Jedi Kittens Strike Back, millionenfach aufgerufen.
YouTube würdigte ihn 2013 als einen der vielversprechendsten Filmemacher in den USA.

### Vine
Im September 2013 trat King dem Videoportal Vine als Nutzer bei. Dabei entschloss er sich, dies durch das Erstellen der charakteristischen 6-Sekunden-Vine-Clips kurzfristig intensiv zu nutzen. Nach der steigenden Resonanz auf seine „Vines“ hielt er an der intensiven Nutzung fest. Durch seine gestiegene Popularität wurde er im Januar 2014 von Ellen deGeneres zu deren Show eingeladen und erstellte bei seinem Auftritt mehrere Vines. Seit 2014 produziert er kommerziell seine Video-Clips, um seinen Lebensunterhalt zu finanzieren. In einem Interview mit der britischen Zeitung "Independent" äußerte er die Absicht, sich auch in Zukunft im Berufsfeld des Filmemachers zu betätigen.
Kings Kurzfilme ließen ihn in diversen Multi-Media-Plattformen auftreten.

### TikTok
Seit 2018 veröffentlicht King Videos auf der Plattform TikTok. Anfang 2020 belegte er mit über 43 Millionen Abonnenten den zweiten Platz beim Vergleich der Abonnentenzahlen und das, obwohl sich seine Videos von den sonst üblichen Videos stark unterscheiden.

## Auszeichnungen und Ehrungen
- 2009 – First Place London Film Festival for HP advertisement[15]
- 2009 – Critics’ Choice Award at Bridgestone Tires’s Safety Scholars Teen Driver Video Contest.[3]
- 2010 – First place London Film Festival: Heartbrand Ad[16]
- 2010 – Bridgestone Safety Scholar Winner[17]
- 2012 – Vidcon Golden Poop Award[18]
- 2013 – YouTube’s NextUp Creators Contest